# ناحیه سمیرنا، شهرستان پوپ، آرکانزاس
ناحیه سمیرنا، شهرستان پوپ، آرکانزاس (به انگلیسی: Smyrna Township) یک منطقهٔ مسکونی در ایالات متحده آمریکا است که در شهرستان پوپ، آرکانزاس واقع شده‌است. ناحیه سمیرنا ۱۷۳ نفر جمعیت دارد و ۴۸۷٫۹۹ متر بالاتر از سطح دریا واقع شده‌است.